# Grå kulle

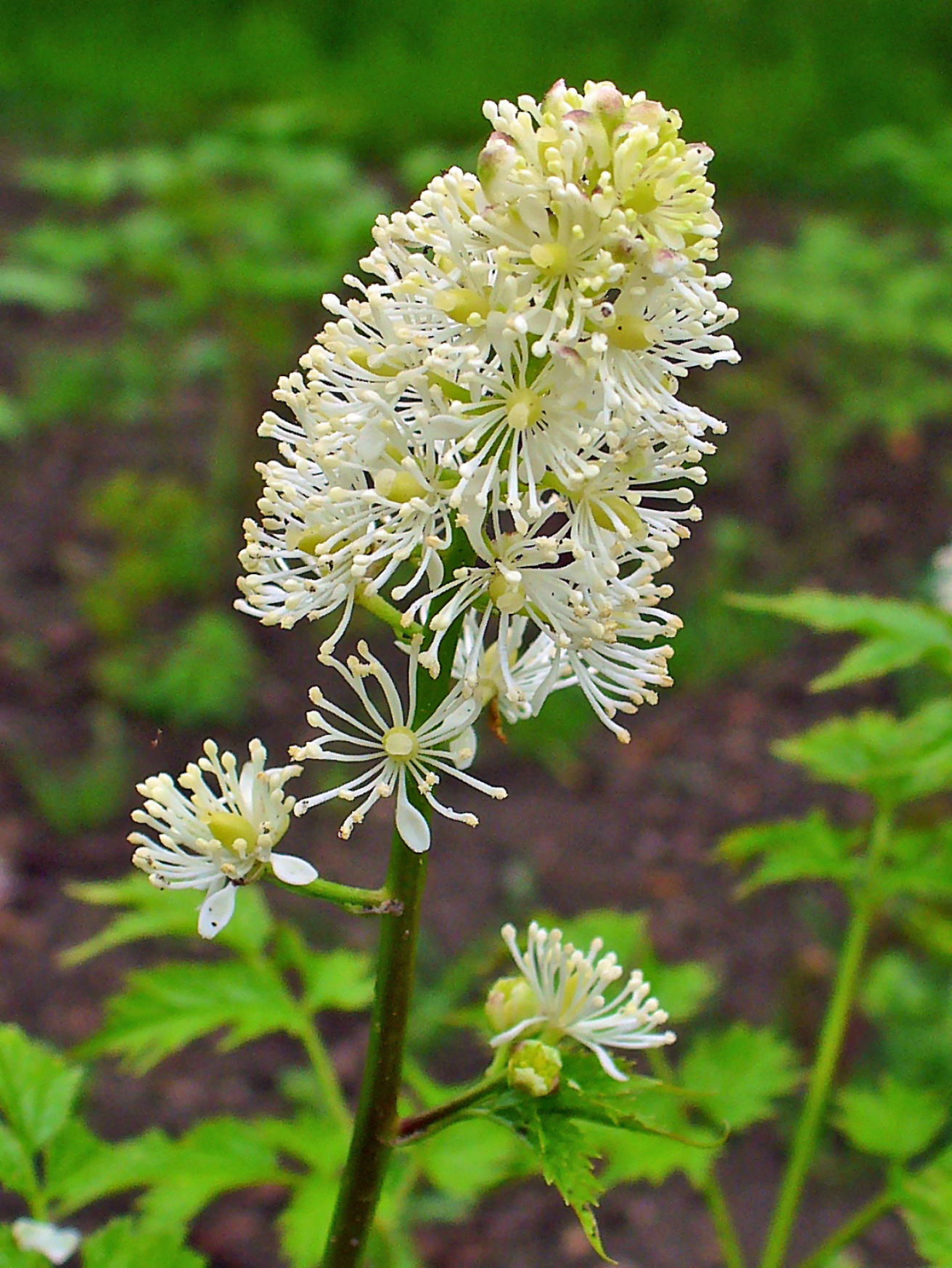
Trolldruva

Grå kulle är ett naturreservat i Dals-Eds kommun i landskapet Dalsland.
Naturreservatet ligger på östra sidan av sjön Stora Le 15 km norr om tätorten Dals-Ed. Det är skyddat sedan 2006 och omfattar 197 hektar. Reservatet förvaltas av Västkuststiftelsen.
Det är ett svårtillgängligt område som utgörs av en två kilometer långt sträcka med branta stränder. Den högsta punkten kallas Grå kulle som når 200 meter över havet. Skogen består mest av gammal barrskog. I brantare partier och rasbranter växer asp och björk. I fuktiga område växer klibbal och ask. På höjderna växer hällmarkstallskog. Inom reservatet är det gott om död ved som lågor och döda träd. 
Inslaget av lövträd ger rik förekomst av lavar och mossor. Det finns minst ett 20-tal rödlistade arter inom reservatet.  
I detta barrskogsområde förekommer tjäder, tofsmes och järpe. Där finns även gråspett, vitryggig hackspett, spillkråka och pärluggla.